# Tossal del Llopet
El Tossal del Llopet és una muntanya de 318 metres que es troba al municipi d'Almacelles, a la comarca catalana del Segrià.